# Tanegashima (súng)

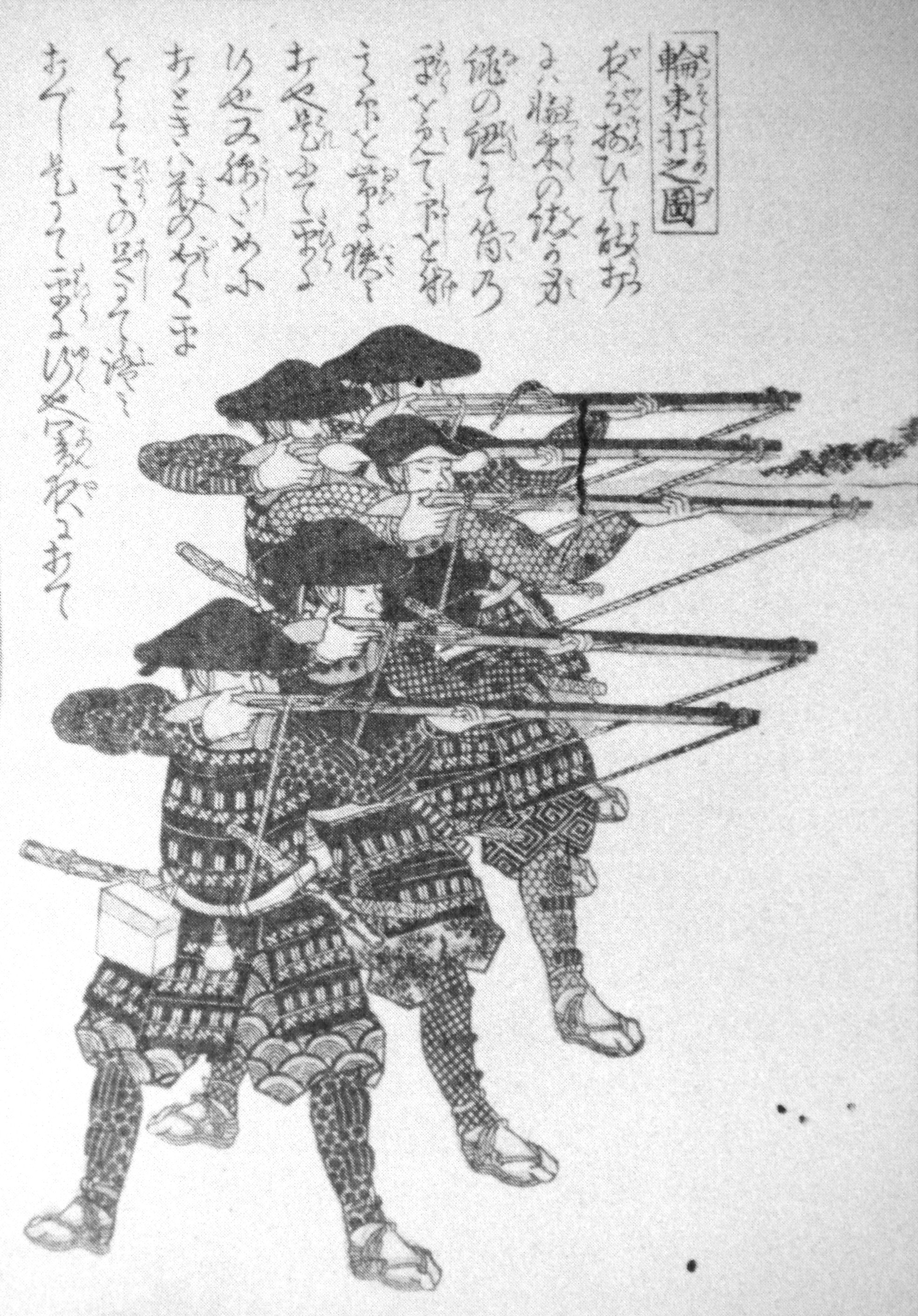
Những lính bộ binh Nhật Bản (ashigaru) sử dụng tanegashima (matchlocks).

Tanegashima (種子島 (chủng tử đảo)) hay Hinawajū (火縄銃 (hoả thằng súng)) là một loại súng hoả mai  được du nhập vào Nhật Bản vào năm 1543, thông qua người Bồ Đào Nha. Tanegashima được sử dụng bởi tầng lớp samurai và cả lính bộ binh (ashigaru). Chỉ trong vài năm đầu kể từ khi xuất hiện, tanegashima đã khiến lịch sử quân sự Nhật Bản có nhiều chuyển biến lớn.

## Lịch sử